# Edward Faulds
Edward Faulds (1 de enero de 2003) es un deportista de Reino Unido que compite en atletismo. Ganó una medalla de oro en el Campeonato Europeo de Atletismo Sub-20 de 2021, en la prueba de 400 m.